# Podu Corbului, Prahova
Podu Corbului este o localitate componentă a orașului Breaza din județul Prahova, Muntenia, România. Este o localitate componentă a orașului Breaza, pe partea dreaptă a DN1 în direcția Brașov dinspre Ploiești, la nord de Nistorești și sud de Comarnic.